# 三宅昇
三宅 昇（みやけ のぼる、1946年5月5日 - 1996年）は、兵庫県出身の元プロ野球選手。ポジションは外野手。

## 来歴・人物
報徳学園では、1964年に右翼手として春の選抜に出場。1回戦は北角富士雄のいた東邦高に9回裏サヨナラ勝ち。しかし2回戦で、この大会に優勝した徳島海南高の尾崎将司に完封を喫した。同年夏の甲子園県予選は、準決勝で育英高の鈴木啓示に抑えられ惜敗。高校同期に基満男、水沼四郎、1年下に控え投手の谷村智博がいた。
水沼とともに中央大学へ進学。東都大学リーグでは、1965年秋季リーグでベストナイン（外野手）に選出される。1967年春季リーグではエース宮本幸信の好投もあり優勝、同年の全日本大学野球選手権大会でも、決勝で藤原真を擁する慶大を破り初優勝を飾る。大学卒業後は西濃運輸へ入社し、1969年から都市対抗に2年連続出場。
1970年のドラフト会議で阪急ブレーブスから9位指名を受け入団。ベース1周14秒3の俊足であったが、阪急の層の厚い外野陣には割って入れず、あまり出場機会のないまま1973年限りで引退した。

## 詳細情報

### 年度別打撃成績
| 年 度     | 球 団     | 試 合 | 打 席 | 打 数 | 得 点 | 安 打 | 二 塁 打 | 三 塁 打 | 本 塁 打 | 塁 打 | 打 点 | 盗 塁 | 盗 塁 死 | 犠 打 | 犠 飛 | 四 球 | 敬 遠 | 死 球 | 三 振 | 併 殺 打 | 打 率 | 出 塁 率 | 長 打 率 | O P S |
| --------- | --------- | ----- | ----- | ----- | ----- | ----- | -------- | -------- | -------- | ----- | ----- | ----- | -------- | ----- | ----- | ----- | ----- | ----- | ----- | -------- | ----- | -------- | -------- | ----- |
| 1971      | 阪急      | 1     | 1     | 1     | 0     | 0     | 0        | 0        | 0        | 0     | 0     | 0     | 0        | 0     | 0     | 0     | 0     | 0     | 0     | 0        | .000  | .000     | .000     | .000  |
| 通算：1年 | 通算：1年 | 1     | 1     | 1     | 0     | 0     | 0        | 0        | 0        | 0     | 0     | 0     | 0        | 0     | 0     | 0     | 0     | 0     | 0     | 0        | .000  | .000     | .000     | .000  |

### 背番号
- 5 （1971年 - 1972年）
- 44 （1973年）